# 욜란디 피서르
욜란디 피서르(Yolandi Visser ¥o-landi Vi$$er, 1984년 3월 3일 ~ )는 남아프리카 공화국의 가수이다. 힙합 그룹 디 안트보르트의 멤버이다.

## 개인사
욜란디 피서르는 1984년 3월 3일 남아프리카 공화국, 포트 알프레드의 성직자인 Ben과 그의 부인 Elna 부부 사이에서 입양되었으며 위로는 오빠 Leon이 있다. 그녀는 아직 친모를 만나본 적이 없으며 앞으로 만날 생각이 없다고 한다. 어린 시절 성격은 조용하고 세심한 편이었지만 주먹다툼이 잦았다고 한다. 너바나, PJ 하비, 나인 인치 네일스, 사이프레스 힐, 에미넴, 마릴린 맨슨, 에이펙스 트윈의 노래를 즐겨 들었고 이들이 이후 욜란디의 음악관에 영향을 주었다. 16살이 되자 집에서 9시간 거리에 있는 사립 기숙학교에 들어가게 되었고 그 곳에서 그녀는 예술적 감각을 일깨울 수 있었다. 욜란디는 '그곳은 정말 예술적인 분위기였고 자유로웠다, 난 너무 행복했고 태어나서 처음으로 예술적인 사람들과 관계를 맺었다'라고 전했다.